# 彩通
彩通（英語：Pantone LLC，又譯潘通）總部位於美國新澤西州卡爾士達特市（Carlstadt, NJ），是一家專門開發和研究色彩而聞名全球的權威機構，也是色彩系統的供應商，提供許多行業包括印刷及其他關于顏色如數碼技術、紡織、塑膠、建築以及室內設計等的專業色彩選擇和精確的交流語言。
彩通於1962年由現任公司董事長、總裁兼執行長劳伦斯·赫伯特（Lawrence Herbert）所收購，當時只是為化妝品公司生產顏色卡的小公司。赫伯特於1963年推出第一本的「彩通配色系統」色標。
2007年10月，色彩管理與設備公司愛色麗以1.8億美元收購彩通為全資子公司。
2000年開始，彩通每年都會選出年度顏色。

## 彩通配色系統
彩通配色系統（PANTONE MATCHING SYSTEM，簡稱）是選擇、確定、配對和控制油墨色彩方面的權威性國際參照標準。其中的《彩通配方指南》由大量每頁約6×2吋或15×5公分的薄卡紙，單面印有一系列相關的顏色、彩通顏色編號及其混色配方，裝訂成一本長條形可翻開成扇形的小冊子，因油墨會隨時間或經常翻閱而退色，所以彩通每年更新配色系統的版本。以2005年版本為例，其分為三冊並印於、和上，共有1,114種顏色。
當平面設計師從彩通配色系統中挑選了一個指定顏色（舉例深藍）交印刷廠付印，印刷廠需按本身設備及油墨調製出產品與指定顏色一致的顏色，當然設計師與印刷廠需採用相同年份版本的彩通配色系統，因不同版本相同編號的顏色會有輕微的差別。
人們常誤以為「彩通」是色彩管理系統，大部分家用或辦公室的彩色印表機是採用CMYK系統，而彩通則為油墨混色配方，在印刷行業通稱為專色，所以「彩通」不屬於RGB（螢幕顏色）或CMYK（四色印刷）的色域，而是用於延伸更多可供印刷的顏色（包括金屬色及夜光色）。
彩通配色系統因應不同的用途而發展出不同的產品，較出名的包括：

### 平面設計
1. 彩通配方指南
2. 彩通專色色票
3. 彩通色階
4. 彩通金屬色配方指南
5. 彩通粉彩色配方指南
6. 彩通四色疊印指南套裝

### 服裝和家居
1. 彩通服裝和家居色彩手冊 - 棉布版
2. 彩通服裝和家居色彩指南

### 塑膠
1. 彩通塑膠不透明色與透明色選色手冊
2. 彩通塑膠選色片

## 日常使用

蘇格蘭旗

一个由新加坡政府委托设计的标志，用于庆祝新加坡独立50周年。该标志的使用说明将其描述为潘通红色032以及白色。

彩通顏色以編號指示顏色更用於法律指定用途，特別是用於指定旗幟的顏色。2003年1月蘇格蘭議會辯論編號的議案是訂定蘇格蘭X字形旗的底色為PMS300藍色。而加拿大和南韓亦以彩通顏色作為生產國旗時的指引。
彩通聲稱擁有其彩通顏色編號及配方的知識產權，自由取用是不被允許的。所以彩通顏色並不受开放源代码的軟體如GIMP支援，在其他低檔的軟體亦不常見。但仍有印刷廠印製彩通顏色色標免費送給客戶。彩通亦宣佈擁有其開發的高保真六色色彩系統（Hexachrome Color System）的專利權。
其他常用的顏色標示還有由瑞典開發的NCS色票（Natural Color System）、德國的RAL色票（Reichsausschuß für Lieferbedingungen）及日本的DIC色票（大日本油墨化工）等。

## 年度代表色
自2000年起，彩通色彩研究所（英語：Pantone Color Institute）每年都会选出一款特定颜色作为“年度代表色”。彩通每年会两次在欧洲某一首都城市举办秘密会议，邀请各国色彩标准组织的代表参加。经过两天的演讲和辩论，他们会选出下一年的代表色；例如，2013年夏季的代表色是在2012年春季于伦敦选出的。
据说，所选出的颜色与时代精神息息相关；例如，彩通在宣布金银花（Honeysuckle）为2011年代表色的新闻稿中表示：“在压力之下，我们需要一些东西来振奋精神。金银花（Honeysuckle）是一种迷人、刺激的颜色，能够让人肾上腺素飙升——是驱散忧郁的完美选择。”会议结果会发布在《彩通观点》（Pantone View）中，时装设计师、花艺师和许多其他面向消费者的公司都会购买该出版物，以帮助指导他们未来产品的设计和规划。2016年和2021年，彩通分别选择了两种颜色作为年度代表色。
2000
蔚蓝色
（Cerulean）
Pantone 15-4020
2001
紫红玫瑰
（Fuchsia Rose）
Pantone 17-2031
2002
正红
（True Red）
Pantone 19-1664
2003
水色天空
（Aqua Sky）
Pantone 14-4811
2004
虎皮百合
（Tigerlily）
Pantone 17-1456
2005
蓝绿松石
（Blue Turquoise）
Pantone 15-5217
2006
沙金色
（Sand Dollar）
Pantone 13-1106
2007
辣椒红
（Chili Pepper）
Pantone 19-1557
2008
鸢尾蓝
（Blue Iris）
Pantone 18-3943
2009
含羞草黄
（Mimosa）
Pantone 14-0848
2010
松石绿
（Turquoise）
Pantone 15-5519
2011
忍冬红
（Honeysuckle）
Pantone 18-2120
2012
探戈橘
（Tangerine Tango）
Pantone 17-1463
2013
翡翠绿
（Emerald）
Pantone 17-5641
2014
璀璨紫兰花
（Radiant Orchid）
Pantone 18-3224
2015
玛萨拉酒红
（Marsala）
Pantone 18-1438
2016
玫瑰石英粉红
（Rose Quartz）
Pantone 13-1520
2016
宁静粉蓝
（Serenity）
Pantone 15-3919
2017
草木绿
（Greenery）
Pantone 15-0343
2018
紫外光色
（Ultra Violet）
Pantone 18-3838
2019
珊瑚橘
（Living Coral）
Pantone 16-1546
2020
经典蓝
（Classic Blue）
Pantone 19-4052
2021
极致灰
（Ultimate Gray）
Pantone 17-5104
2021
亮丽黄
（Illuminating）
Pantone 13-0647
2022
长春花蓝
（Very Peri）
Pantone 17-3938
2023
非凡洋红
（Viva Magenta）
Pantone 18-1750
2024
柔和桃
（Peach Fuzz）
Pantone 13-1023
2025
摩卡慕斯
（Mocha Mousse）
Pantone 17-1230
2012年，年度代表色探戈橘（Tangerine Tango）被用于与丝芙兰（Sephora）合作推出的彩妆系列。该产品系列名为“丝芙兰+彩通宇宙系列”（Sephora + Pantone Universe collection），包括探戈橘（Tangerine Tango）色的假睫毛、指甲油、面霜、闪粉和高显色唇彩。据报道，2013年的翡翠绿（Emerald）超出了sRGB色域。此外，2022年的全新代表色长春花蓝（Very Peri）以TCX（染色棉布参考）和TPG（纺织纸-“绿色”）形式呈现，此处列出了sRGB十六进制值的TCX。
彩通色彩研究所执行董事、年度代表色背后的推手利特里斯·艾斯曼（Leatrice Eiseman）在一次采访中解释了2014年年度代表色兰花紫（Radiant Orchid）是如何被选中的：
 我会寻找上升的色彩趋势，即使用范围比以前更广、应用场景比以前更丰富的颜色……就兰花紫（Radiant Orchid）而言，它来自紫色系，紫色是一种神奇的颜色，代表着创造力和创新。紫色就是这样一种复杂、有趣、迷人的颜色……紫色的背景故事是，它激发了你对自身创造力的信心，而我们生活在一个极度推崇这种创造性创新的世界。在色彩世界中，紫色引人注目，并且具有意义。它能与人对话，我们认为是时候赞美紫色系了。这就是我们选择兰花紫（Radiant Orchid）这种特殊色调的原因。 ——利特里斯·艾斯曼（Leatrice Eiseman）
彩通曾表示，颜色“一直是文化表达时代态度和情感的组成部分”。

## 外部連結
- Pantone官方网站 （页面存档备份，存于）（英文）
- 彩通中国大陆官方网站 （页面存档备份，存于）（简体中文）
- 彩通香港官方网站 （页面存档备份，存于）（繁體中文）
- Pantone的X（前Twitter）（英文）
- Pantone的Facebook專頁（英文）
- Pantone的Instagram帳戶（英文）
- PANTONE彩通的新浪微博（简体中文）